# 2038年6月17日月食
2038年6月17日月食为一次將在协调世界时2038年6月17日出現的半影月食。該次月食半影食分為0.467、全影食分為-0.522。

## 概述
這次月食的食分是17.72。

## 基本參數
- 類型：半影月食
- 食甚資料：
  - 日期：2038年6月17日
  - 時間：2:43
  - 月球位置：赤經17.72度、赤緯-22.1度
  - 食分：半影食分：0.467、全影食分：-0.522

## 外部連結
- NASA月食專頁（页面存档备份，存于）（英文）